# Joachim Wilhelm von Brawe
Joachim Wilhelm von Brawe (Weißenfels, 4 februari 1738 — Dresden, 7 april 1758) was een Duits toneelschrijver uit de Verlichting. Hij gebruikte voor het eerst het blanke vers op het Duitse toneel: Brutus (in 1768 uitgegeven).
Hij overleed, 20 jaar oud, aan de pokken.

## Werken
- 1758 Der Freigeist (De Vrijdenker, toneel)
- 1768 Brutus (toneel)

- Bibliothèque nationale de France: cb10627566m (data)
- Gemeinsame Normdatei: 11865991X
- International Standard Name Identifier: 0000 0000 8371 6506
- Library of Congress Control Number: no2002031774
- Nationale Bibliotheek van Israël: 987007293113705171
- Nationale Bibliotheek van Polen: a0000003148824
- Nederlandse Thesaurus van Auteursnamen: 074411810
- Système universitaire de documentation: 08472577X
- Virtual International Authority File: 34793840
- WorldCat: E39PBJmDh46Rb8T774DHHwcF8C